# 세인트루이스 이글스
세인트루이스 이글스(영어: St. Louis Eagles)는 1934년부터 1935년까지 미주리주 세인트루이스를 연고지로 하여 NHL 캐나디안 디비전 소속으로 활동했던 프로 아이스하키 팀이다.

## 역대 홈경기장
| 경기장              | 사용기간      | 수용인원 | 장소                  | 비고 |
| ------------------- | ------------- | -------- | --------------------- | ---- |
| 세인트루이스 이글스 |               |          |                       |      |
| 세인트루이스 아레나 | 1934년~1935년 | 14,200명 | 미주리주 세인트루이스 | 빈칸 |